# Voyage secret
Pour plus de détails, voir Fiche technique et Distribution.
Voyage secret est un film italien coécrit et réalisé par Roberto Andò, sorti en 2006 en Italie.
Il s'agit d'une adaptation du roman The Reconstructionist de l'autrice irlandaise Josephine Hart (en).

## Synopsis

### Fiche technique
- Titre original : Viaggio segreto
- Réalisation : Roberto Andò
- Scénario : Roberto Andò et Salvatore Marcarelli d'après le roman de Josephine Hart (en)
- Direction artistique : Giovanni Carluccio
- Costumes : Gemma Mascagni
- Photographie : Maurizio Calvesi
- Montage : Jacopo Quadri
- Musique : Marco Betta
- Production : Angelo Barbagallo
- Société(s) de production : Medusa Film, Rodeo Drive, Manigolda Film en collaboration avec Sky
- Société(s) de distribution : Medusa Distribuzione
- Pays d'origine :  Italie
- Langue originale : italien
- Genre : drame
- Durée : 107 minutes (1 h 47)
- Dates de sortie :
  -  Italie : 30 octobre 2006
  -  France : 14 juillet 2010

## Distribution
- Alessio Boni
- Donatella Finocchiaro
- Valeria Solarino
- Claudia Gerini
- Marco Baliani
- Emir Kusturica
- Roberto Herlitzka
- Giselda Volodi
- Fausto Russo Alesi

## Récompenses et distinctions
- Ruban d'argent en 2007 pour la meilleure photographie : Maurizio Calvesi